# Seznam letišť v Polsku
Tento seznam obsahuje všechna letiště v Polsku s pravidelnými leteckými linkami.
| Město       | Vojvodství        | Umístění (Gmina/Městský obvod) | ICAO | IATA | Název letiště                                                                                             | Odbaveno cestujících (2013) | Oficiální stránky                                                 |
| ----------- | ----------------- | ------------------------------ | ---- | ---- | --- | --------------------------- | ----------------------------------------------------------------- |
| Varšava     | Mazovské          | Okęcie (Varšava/Włochy)        | EPWA | WAW  | Letiště Frédérica Chopina Lotnisko Chopina w Warszawie                                                    | 10 669 879                  | lotnisko-chopina.pl                                               |
| Krakov      | Malopolské        | Balice (Zabierzów)             | EPKK | KRK  | Mezinárodní Letiště Jana Pavla II. Międzynarodowy Port Lotniczy im. Jana Pawła II Kraków – Balice         | 3 636 804                   | krakowairport.pl                                                  |
| Gdaňsk      | Pomořské          | Rębiechowo (Gdaňsk/Matarnia)   | EPGD | GDN  | Letiště Lecha Wałęsy Port lotniczy Gdańsk im. Lecha Wałęsy                                                | 2 826 412                   | airport.gdansk.pl                                                 |
| Katovice    | Slezské           | Pyrzowice (Ożarowice)          | EPKT | KTW  | Mezinárodní letiště Katowice Międzynarodowy port lotniczy Katowice                                        | 2 506 694                   | katowice-airport.com                                              |
| Vratislav   | Dolnoslezské      | Strachowice (Vratislav)        | EPWR | WRO  | Letiště Mikuláše Koperníka Port lotniczy Wrocław-Strachowice im. Mikołaja Kopernika                       | 1 873 245                   | airport.wroclaw.pl                                                |
| Poznaň      | Velkopolské       | Ławica (Poznaň)                | EPPO | POZ  | Letiště Henryka Wieniawského Port Lotniczy Poznań-Ławica im. Henryka Wieniawskiego                        | 1 329 331                   | airport-poznan.com.pl Archivováno 21. 8. 2008 na Wayback Machine. |
| Řešov       | Podkarpatské      | Jasionka (Trzebownisko)        | EPRZ | RZE  | Letiště Řešov Port lotniczy Rzeszów-Jasionka                                                              | 588 148                     | rzeszowairport.pl                                                 |
| Lodž        | Lodžské           | Lublinek (Lodž)                | EPLL | LCJ  | Letiště Władysława Reymonta Port Lotniczy Łódź im. Władysława Reymonta                                    | 353 633                     | airport.lodz.pl Archivováno 14. 4. 2012 na Wayback Machine.       |
| Varšava     | Mazovské          | Modlin (Nowy Dwór Mazowiecki)  | EPMO | WMI  | Letiště Varšava-Modlin Port lotniczy Warszawa-Modlin                                                      | 344 566                     | modlinairport.pl Archivováno 3. 10. 2017 na Wayback Machine.      |
| Bydhošť     | Kujavsko-pomořské | Szwederowo (Bydhošť)           | EPBY | BZG  | Letiště Ignacyho Jana Paderewského Międzynarodowy Port Lotniczy im. Ignacego Jana Paderewskiego Bydgoszcz | 330 658                     | plb.pl                                                            |
| Štětín      | Západopomořanské  | - (Goleniów)                   | EPSC | SZZ  | Letiště "Solidarity" Port Lotniczy Szczecin-Goleniów im. NSZZ "Solidarność"                               | 322 334                     | airport.com.pl                                                    |
| Lublin      | Lublinské         | - (Świdnik)                    | EPLB | LUZ  | Letiště Lublin Port Lotniczy Lublin                                                                       | 188 723                     | airport.lublin.pl                                                 |
| Zelená Hora | Lubušské          | - (Babimost)                   | EPZG | IEG  | Letiště Zielona Góra Port lotniczy Zielona Góra-Babimost                                                  | 12 196                      | lotnisko.lubuskie.pl Archivováno 29. 3. 2012 na Wayback Machine.  |
| Radom       | Mazovské          | Sadków (Radom)                 | EPRA | RDO  | Letiště Radom Port lotniczy Radom                                                                         | lety zahájeny v září 2015   | lotnisko-radom.eu/                                                |

## Externí odkazy

Letiště v Polsku, stav v roce 2016